# Hesja-Marburg
Landgrafostwo Hesji-Marburg (niem. Landgrafschaft Hessen-Marburg, w skrócie Hesja-Marburg) – państwo wchodzące w skład Świętego Cesarstwa Rzymskiego, istniejące w latach 1485–1500 i 1567–1604.
Państwo to obejmowało miasto Marburg oraz ziemie z takimi miastami jak Gießen, Nidda i Eppstein. Dzisiaj w przybliżeniu tereny dawnej Hesji-Marburg zwane są Oberhessen (czyli „Górna Hesja”).
Obszar przyszłej Hesji-Marburg był od XI wieku na wpół niezależnym hrabstwem rządzonym przez hrabiów Giso (lub Gisonen), a po ich wymarciu w latach 30. XII wieku przypadł landgrafom Turyngii. Gdy w roku 1247 zmarł bezdzietnie władca Turyngii Henryk Raspe doszło do wojny o sukcesję po nim. Na mocy traktatu pokojowego dziedzictwo po nim zostało podzielone na dwie części – Turyngię właściwą oraz Hesję, która przypadła córce Elżbiety węgierskiej, Zofii brabanckiej. Zofia z przyznanych sobie ziem utworzyła w 1264 roku państwo dla swego syna Henryka. Centralną częścią nowego państwa stał się Marburg z okolicami.
Sama jednak Hesja-Marburg, poprzez swą nazwę odnosiła się tylko do części wokół Marburga – czyli terenów starego hrabstwa. Niezależnym państwem stawała się tylko wtedy, gdy panujący w Hesji władca dzielił swe państwo za pomocą testamentu pomiędzy swych synów. Pierwszy raz zdarzyło się to w 1485 roku, jednak w 1500 roku landgraf Hesji-Marburg zmarł bezdzietnie i państwo to po krótkim okresie istnienia uległo likwidacji, a ziemie wróciły do reszty Hesji. Drugi raz do takiej sytuacji doszło w 1567 roku, kiedy po śmierci landgrafa Filipa Wielkodusznego podzielono Hesję między jego czterech synów. Wówczas obok Hesji-Marburg powstała Hesja-Darmstadt, Hesja-Kassel oraz Hesja-Rheinfels.
Gdy w 1604 roku landgraf Hesji-Marburg Ludwik IV zmarł bezpotomnie, w testamencie podzielił terytorium swego państwo na dwie równe części. Hesja-Kassel dostała Marburg z okolicami, a Hesja-Darmstadt ziemie obejmujące miasta Gießen i Niddę. Warunkiem zmarłego było utrzymanie na jego ziemiach religii luterańskiej (co stanowiło problem dla Hesji-Kassel, gdzie religią panującą był kalwinizm). Gdy obaj panujący spierali się o szczegóły podziału, landgraf Hesji-Kassel Maurycy złamał warunki testamentu, opanował całe terytorium Hesji-Marburg, następnie wcielił do swej monarchii i zaprowadził religię kalwińską. Po długim sporze i związanym z nim zbrojnym konflikcie Maurycy – który miał także wrogów wewnątrz swego państwa – w 1627 roku oddał swą część Hesji-Darmstadt. Jednak Hesja-Kassel nie pogodziła się ze stratą i wkrótce obie strony znów przystąpiły do wojny, zwanej wojną heską i trwającej w latach 1645–1648. Wojna ta była częścią walk toczonych na terenie Niemiec w ramach wojny trzydziestoletniej. Okrucieństwo tej wojny było tak wielkie, że cała Hesja straciła aż 2/3 ludności cywilnej, co było najwyższym wskaźnikiem strat ludzkich na terenie Niemiec w całej historii. Na mocy traktatu pokojowego Hesja-Marburg podzielona została zgodnie z wolą ostatniego jej władcy – Hesja-Kassel wzięła jej część północną, a Hesja-Darmstadt – część południową. Wówczas w granicach Hesji-Darmstadt znalazło się między innymi miasto Gießen.
Całość terytorium dawnej Hesji-Marburg znajduje się dziś na terenie kraju związkowego Hesja.